# ダリッジ・ピクチャー・ギャラリー
ダリッジ・ピクチャー・ギャラリー（英: Dulwich Picture Gallery）はロンドン南部のダリッジ (en:Dulwich ) にある美術館。日本では「ダリッジ絵画館」、「ダリッジ美術館」、「ダルウィッチ美術館」など様々に呼ばれている。イングランドで最初に一般大衆に開かれた美術館として建築家ジョン・ソーンが設計した建物で、1817年に開館した。ソーンは自然光を取り入れた続き部屋として展示室を配置しており、この設計はその後の美術館建築に大きな影響を与え続けた。ダリッジ・ピクチャー・ギャラリーはオールド・マスターの作品の所蔵ではイングランド有数の美術館であり、とくにフランス、イタリア、スペインのバロック絵画とテューダー朝から19世紀にかけてのイギリスの肖像画のコレクションで知られている。ダリッジ・ピクチャー・ギャラリーは1995年から非営利慈善機関 (en:Charitable organization) として登録されている。

## コレクションの歴史
ダリッジ・ピクチャー・ギャラリーのコレクションの基礎となったのは、ロンドンで画商として成功していたスイス系イギリス人画家フランシス・ブルジョワ (en:Francis Bourgeois) と、共同経営者のフランス人ノエル・デザンファンが収集した絵画である。1790年にポーランド・リトアニア共和国国王スタニスワフ2世アウグストからの依頼により収集を開始したコレクションで、ポーランド王室の美術品の充実とポーランドにおける美術の発展を目的としたものだった。ブルジョワとデザンファンは5年をかけてヨーロッパ中を回り絵画を集めたが、1795年に第3次ポーランド分割が行われ、ポーランド・リトアニア共和国自体が消滅してしまい、引き取り手がいなくなってしまった。
そのためブルジョワとデザンファンは他国へこのコレクションをまとめて売却しようと試みたがうまくいかず、重要な作品の追加購入資金として数点の絵画を売却するに止めて、コレクション自体はロンドンで保管することとした。1807年にデザンファンが死去し、ブルジョワは大英博物館に対して自身が死去したらこのコレクションを遺贈したいと持ちかけたが、博物館側の役員たちの問題でこの話も流れてしまった。1811年にブルジョワが死去した際にコレクションはダリッジ・カレッジに遺贈され、ブルジョワの遺言の条件に従ってコレクションを収容するダリッジ・ピクチャー・ギャラリーが設立されることとなった。
ダリッジ・ピクチャー・ギャラリーのコレクションに重要な作品が最初に追加されたのは1835年のことだった。トーマス・リンリーに始まる音楽家、役者の一族リンリー家で、トーマスの最後の孫となったウィリアム・リンリー (en:William Linley) が1835年に死去し、一族の肖像画をダリッジ・ピクチャー・ギャラリーに遺贈したことがそれである。
1966年12月31日には8点の絵画がダリッジ・ピクチャー・ギャラリーから盗まれた。盗難に遭ったのはいずれもバロック期の画家の作品で、オランダ人画家レンブラントの絵画3点、フランドル人画家ルーベンスの絵画3点、オランダ人画家ヘラルト・ドウ、ドイツ人画家アダム・エルスハイマーの絵画それぞれ1点である。これらの絵画の総額は当時の資産価値で450万ポンドといわれたが、報奨金としてかけられたのはわずか1,000ポンドに過ぎなかった。しかしながら、チャールズ・ヒューイット警視が指揮した捜査で数日後にはこれらの絵画は無事に発見されている。複数犯の中で失業中の救急車運転手マイケル・ホール一人だけが逮捕され、禁錮5年の判決を言い渡されて服役した。
レンブラントの初期の小さな肖像画『ヤコブ・デ・ヘイデン三世の肖像』は、直近に盗まれた1983年を含めて4回の盗難に遭ってそのたびに取り戻されており、「世界でもっとも盗難に遭った美術品」としてギネス世界記録に登録されている。取り戻された経緯や場所も様々で、西ドイツの手荷物一時預かり所、匿名の密告、自転車の荷台、ストリータム近くの墓地のベンチだった。現在の『ヤコブ・デ・ヘイデン三世の肖像』は、強固なセキュリティシステムによって厳重に守られている。

## ギャラリーの歴史
1811年にブルジョワが死去し美術コレクションが遺贈されたが、ブルジョワが残した遺言には、自身の友人の建築家ジョン・ソーンの設計による、コレクションを収蔵する新しいギャラリーを建設して大衆にコレクションを公開することという条件がついていた。そしてギャラリーの建築費用として2,000ポンドの遺産も残されていた。
ソーンがダリッジ・ピクチャー・ギャラリーの設計に採用した、天窓を通じた太陽光を光源とした続き部屋の展示室というシンプルかつ基本的なデザインは、以降の美術館の設計に大きな影響を与え続けることになる。当時はダリッジ・カレッジ・ピクチャー・ギャラリー (The Dulwich College Picture Gallery) と呼ばれた美術館は1817年に開館した。ソーンの設計どおりに、展示されている絵画は太陽光によって間接的に照らし出され、油彩画を鑑賞する場所として最適な効果が与えられている。20世紀のアメリカのモダニズム建築家フィリップ・ジョンソンもこのギャラリーを「ソーンは我々に絵画の展示方法を教えてくれた」と評価した。
ブルジョワとデザンファン、そして絵画の一部を寄贈したデザンファンの細君は、ギャラリー西棟中央のマウソレウムに埋葬されている。ギャラリー西側に沿ってソーンが救貧院として設計した建物があるが、この建物は1880年にチャールズ・バリー・ジュニア (en:Charles Barry, Jr.) が展示場所へと改築した。ギャラリー東部分には1908年から1938年にかけて、E.S.ホールの設計で建物が増築されている。
ギャラリー西棟とマウソレウムは第二次世界大戦時の1944年7月12日にドイツ軍のV1飛行爆弾によってひどい損害を受け、埋葬されていた三人の骨はギャラリー正面の芝生に散乱したといわれている。その後ギャラリーはオースチン・バーノンらの手によって修復され、1953年4月27日に王太后エリザベス来臨のもとで再開館がなされた。
1999年にはアメリカ人建築家リック・マザー (en:Rick Mather) が担当した、カフェ、教育施設、階段式講堂、新しいエントランス、ガラス張りの通路といった増改築が行われ、礼拝堂とダリッジ・カレッジも所属する慈善団体アレンズ・カレッジ (en:Alleyn's College) のオフィスがギャラリーと結ばれた。ソーンが設計したオリジナルの部分にも修復されている箇所があり、増改築が繰り返されている間に変更されてきた。マザーが担当した増改築部分が完成し、公開されたのは2000年5月25日のことだった。

## 常設展示作品と美術展
ダリッジ・ピクチャー・ギャラリーは17世紀から18世紀を中心としたヨーロッパのオールド・マスターたちの非常に優れた絵画作品を収蔵している 。重要な臨時美術展も主催しており、近年の例としては18世紀の画家でイングランド活動時代のカナレット、20世紀の画家ポール・ナッシュ、ノーマン・ロックウェル、サイ・トゥオンブリー、17世紀の画家ニコラ・プッサンらの作品の美術展があげられる。

## 館長
2011年現在ダリッジ・ピクチャー・ギャラリーの館長を務めているのは2005年に就任したイアン・ドジャルダン (en:Ian Dejardin) である。前任者は1996年から2005年まで館長職にあったデズモンド・ショー・テイラーで、2011年現在英国王室ロイヤル・コレクションの美術監督を務めている。

## 教育プログラム
ダリッジ・ピクチャー・ギャラリーは先進的な教育プログラムでも有名で、とくに年少者や老人を対象とした美術講座など地域に密着したプログラムを開催している。教育に携わる部局は年々このような教育プログラムを拡張していっている。

## 主要なコレクション
オランダ絵画
- アルベルト・カイプ - 絵画11点
- ヘラルト・ドウ - 1点
- メインデルト・ホッベマ - 絵画1点
- ピーテル・デ・ホーホ - 絵画2点

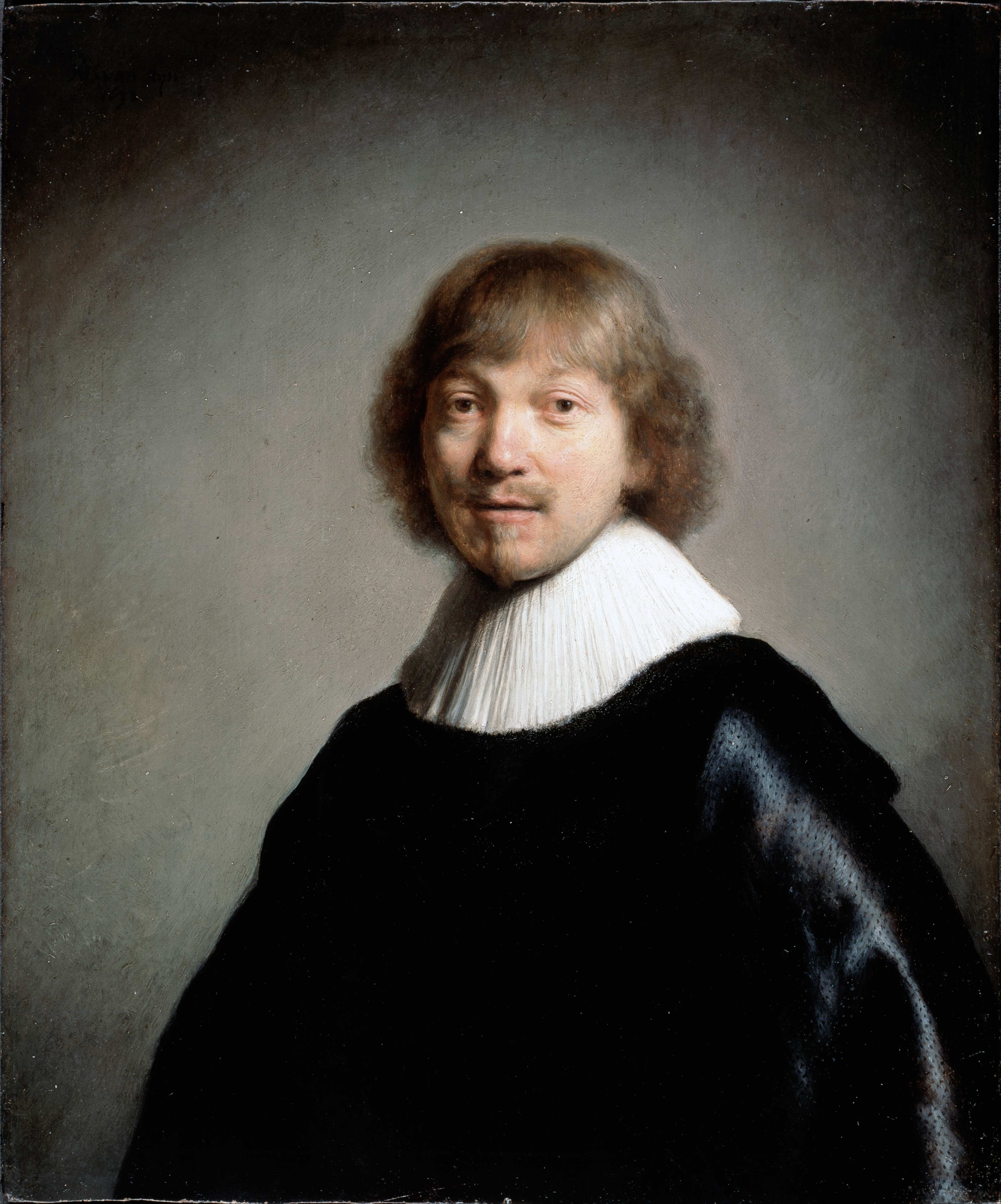
『ヤーコブ・デ・ヘイン3世の肖像』（1632年）
レンブラント・ファン・レイン

- アールト・ファン・デル・ネール - 絵画1点
- アドリアーン・ファン・オスターデ - 絵画5点
- レンブラント・ファン・レイン - 絵画3点
- ヤーコプ・ファン・ロイスダール - 絵画4点
- アドリアーン・ファン・デ・フェルデ - 絵画2点
- ウィレム・ファン・デ・フェルデ（子） - 絵画3点
- ヤン・ウェーニクス (en:Jan Weenix) - 絵画1点
- フィリップス・ワウウェルマン - 絵画12点

イングランド絵画
- ウィリアム・ドブソン - 絵画1点
- トマス・ゲインズバラ - 絵画7点
- ウィリアム・ホガース - 絵画2点
- エドウィン・ランドシーア - 絵画1点
- トーマス・ローレンス - 絵画3点
- ジョシュア・レイノルズ - 絵画9点
- ジョン・コンスタブル - 絵画1点

フランドル絵画

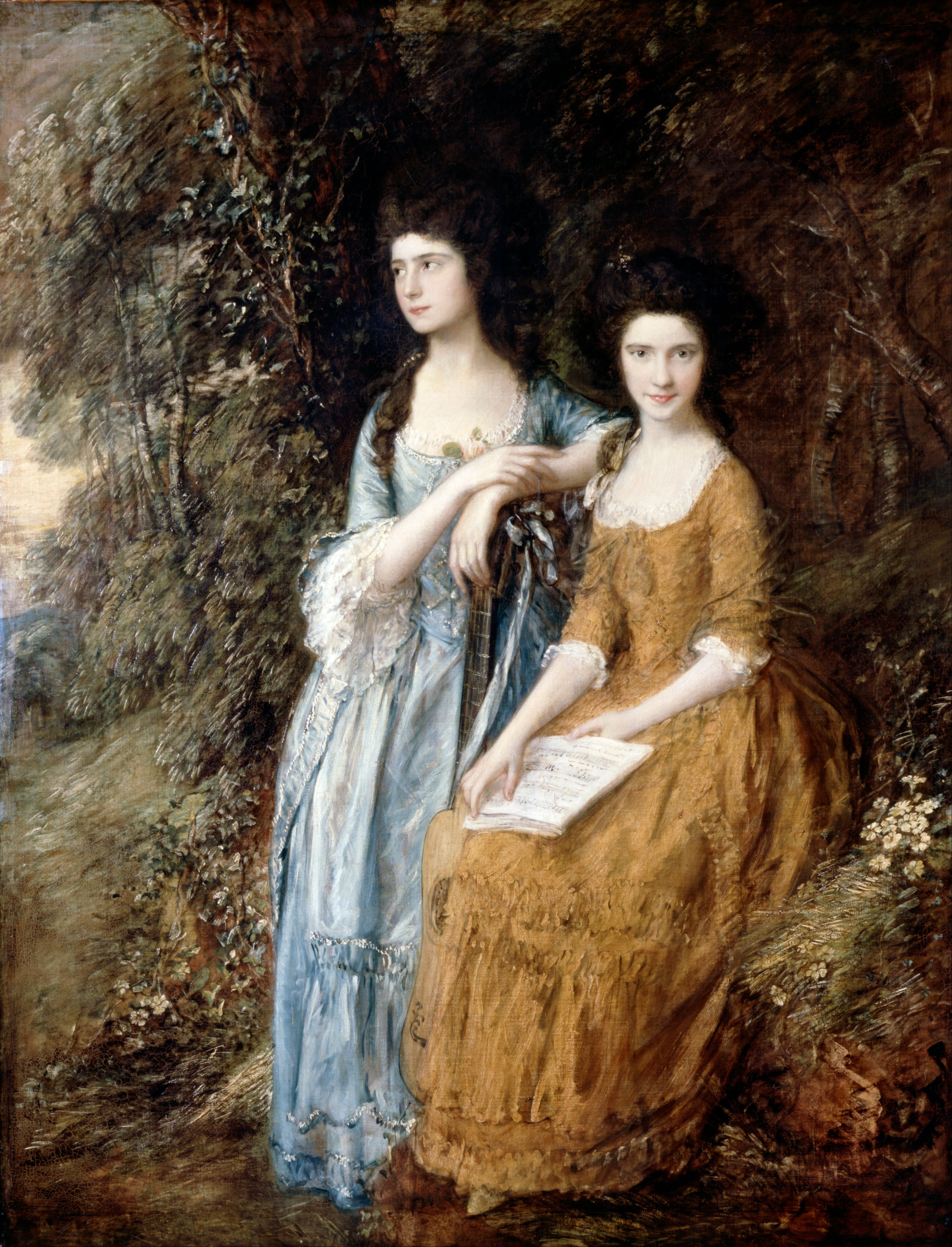
『リンリー家の姉妹』（1772年頃）
トマス・ゲインズバラ

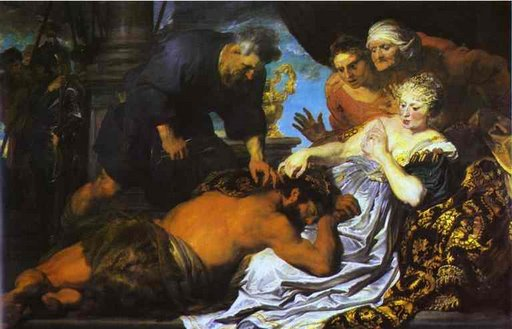
『サムソンとデリラ』（1620年頃）
アンソニー・ヴァン・ダイク

- マークス・ヘラート（子） (en:Marcus Gheeraerts the Younger) - 絵画1点
- ピーテル・パウル・ルーベンス - 絵画10点
- ダフィット・テニールス (子) - 絵画19点
- アンソニー・ヴァン・ダイク - 絵画5点

フランス絵画
- ガスパール・デュゲ - 絵画4点

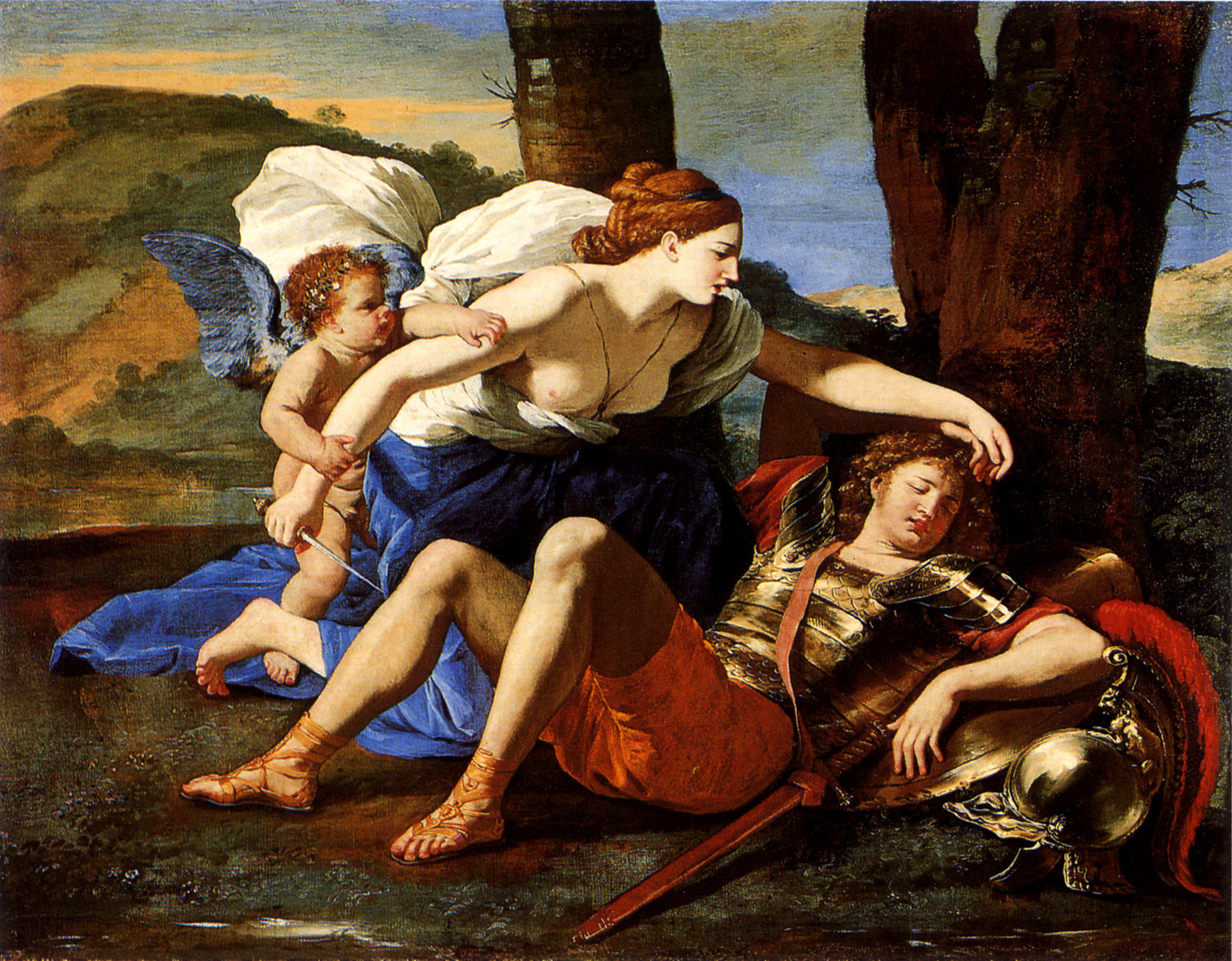
『リナルドとアルミーダ』（1629年）
ニコラ・プッサン

- ジャン・オノレ・フラゴナール - 絵画1点
- クロード・ロラン - 絵画4点
- ニコラ・プッサン - 絵画6点
- クロード・ジョセフ・ヴェルネ - 絵画6点
- ジャン＝アントワーヌ・ヴァトー - 絵画2点

イタリア絵画
- カナレット - 絵画2点
- アンニーバレ・カラッチ - 絵画4点
- グエルチーノ - 絵画2点
- ラファエロ・サンティ - 絵画2点
- グイド・レーニ - 絵画2点
- セバスティアーノ・リッチ - 絵画2点

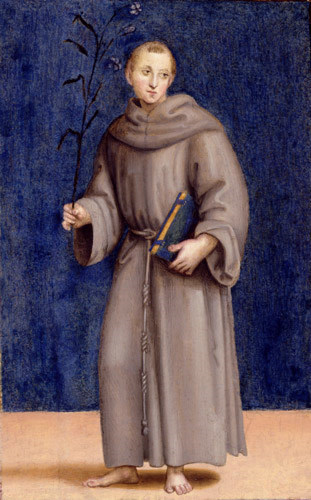
『聖アントニウス』（1503年）
ラファエロ・サンティ

- ジョヴァンニ・バッティスタ・ティエポロ - 絵画3点
- ジョルジョ・ヴァザーリ - 絵画1点
- パオロ・ヴェロネーゼ - 1点
- フランチェスコ・ツッカレリ - 絵画3点

スペイン絵画
- バルトロメ・エステバン・ムリーリョ - 絵画4点

## ギャラリー

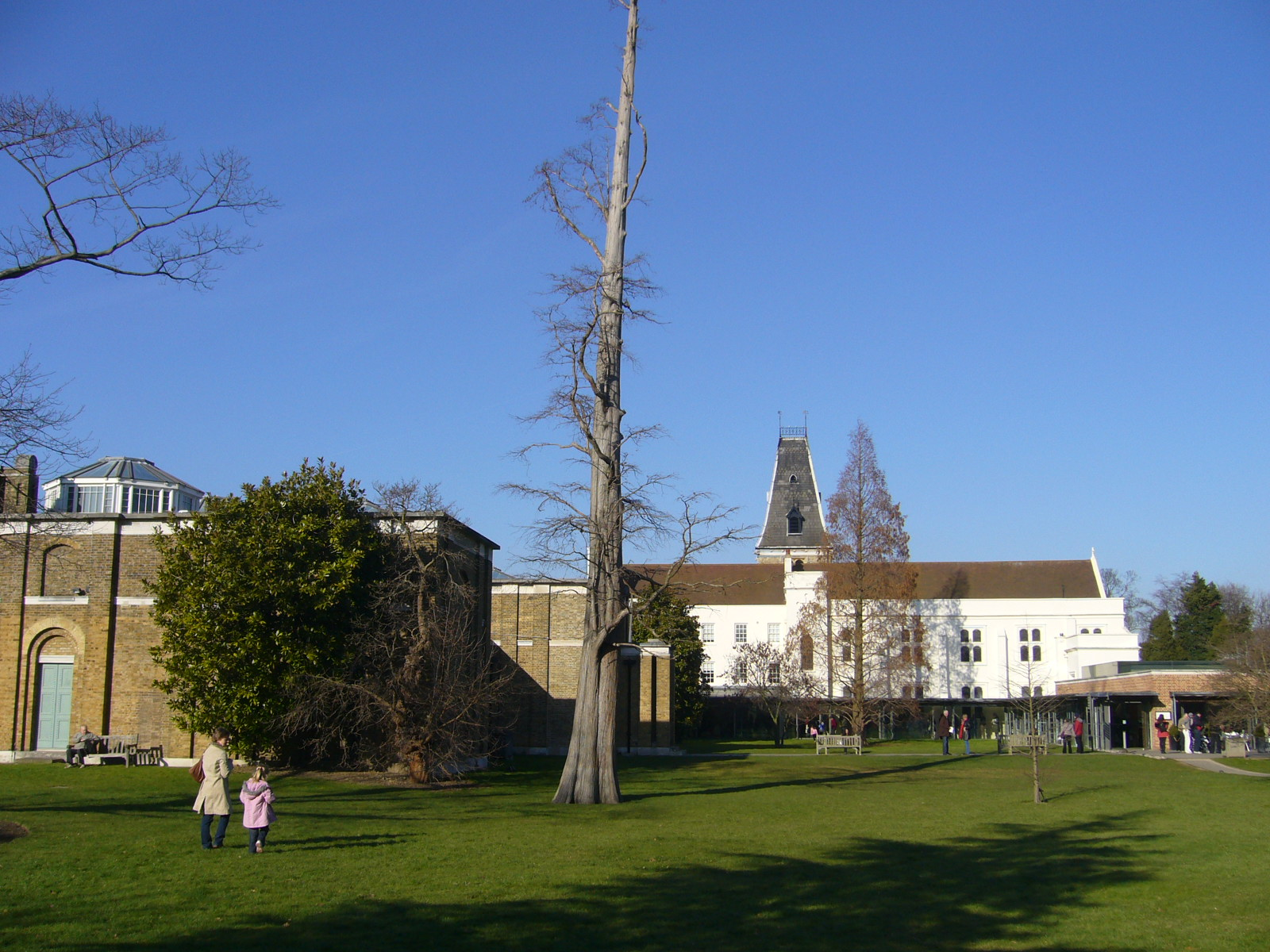
北から見たダリッジ・ピクチャー・ギャラリー
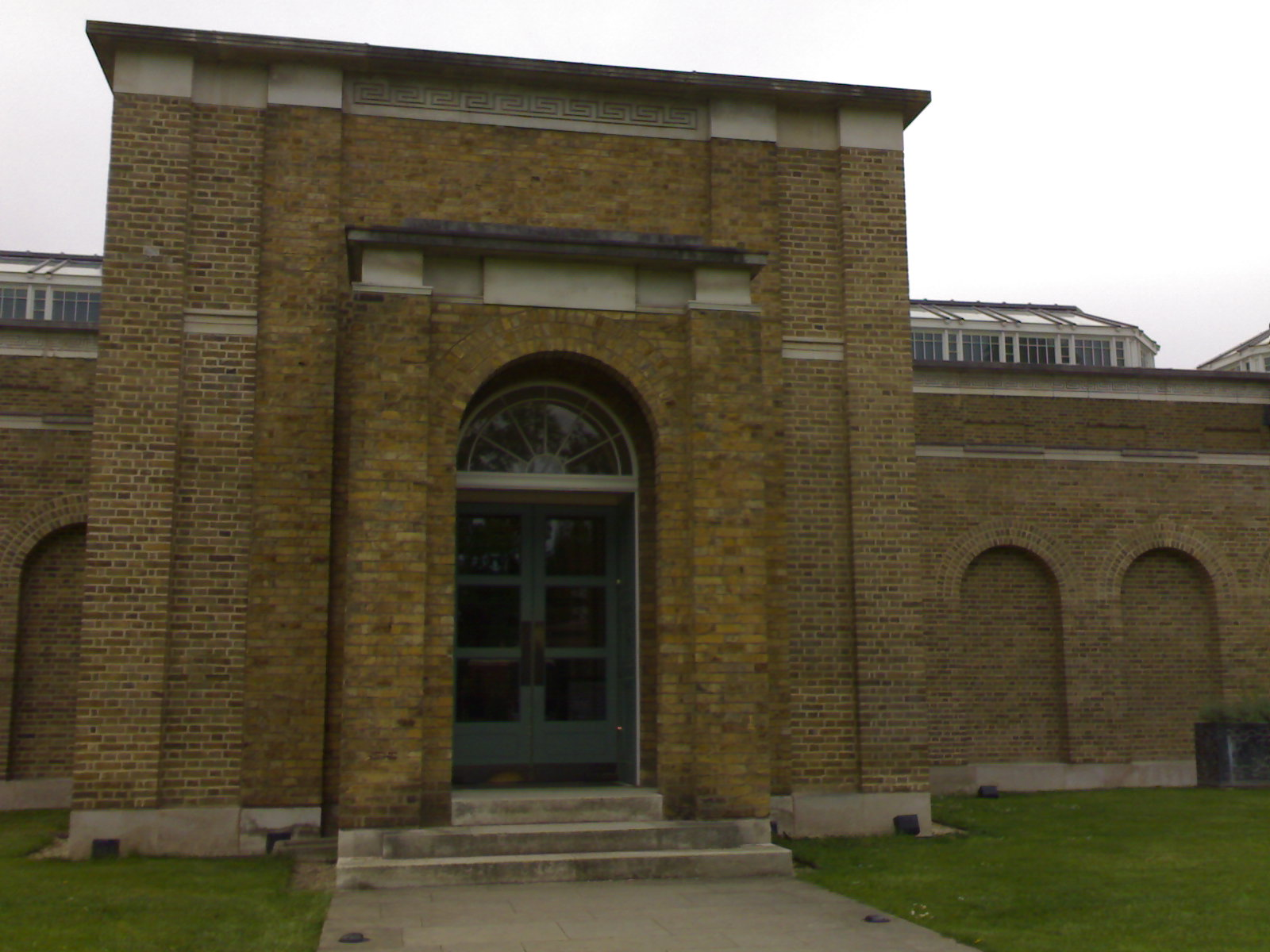
西側正面
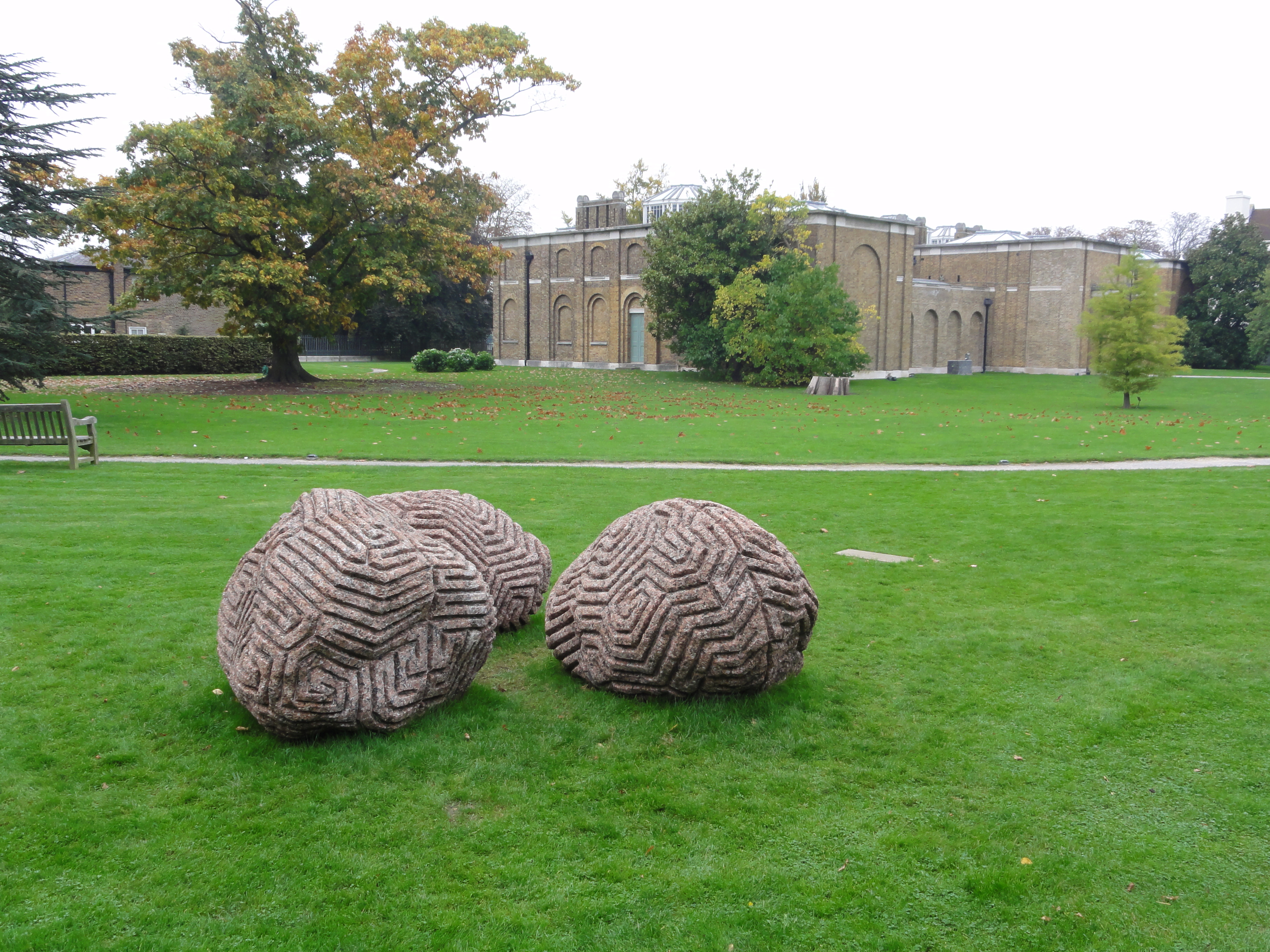
Walking the Dog sculpture.
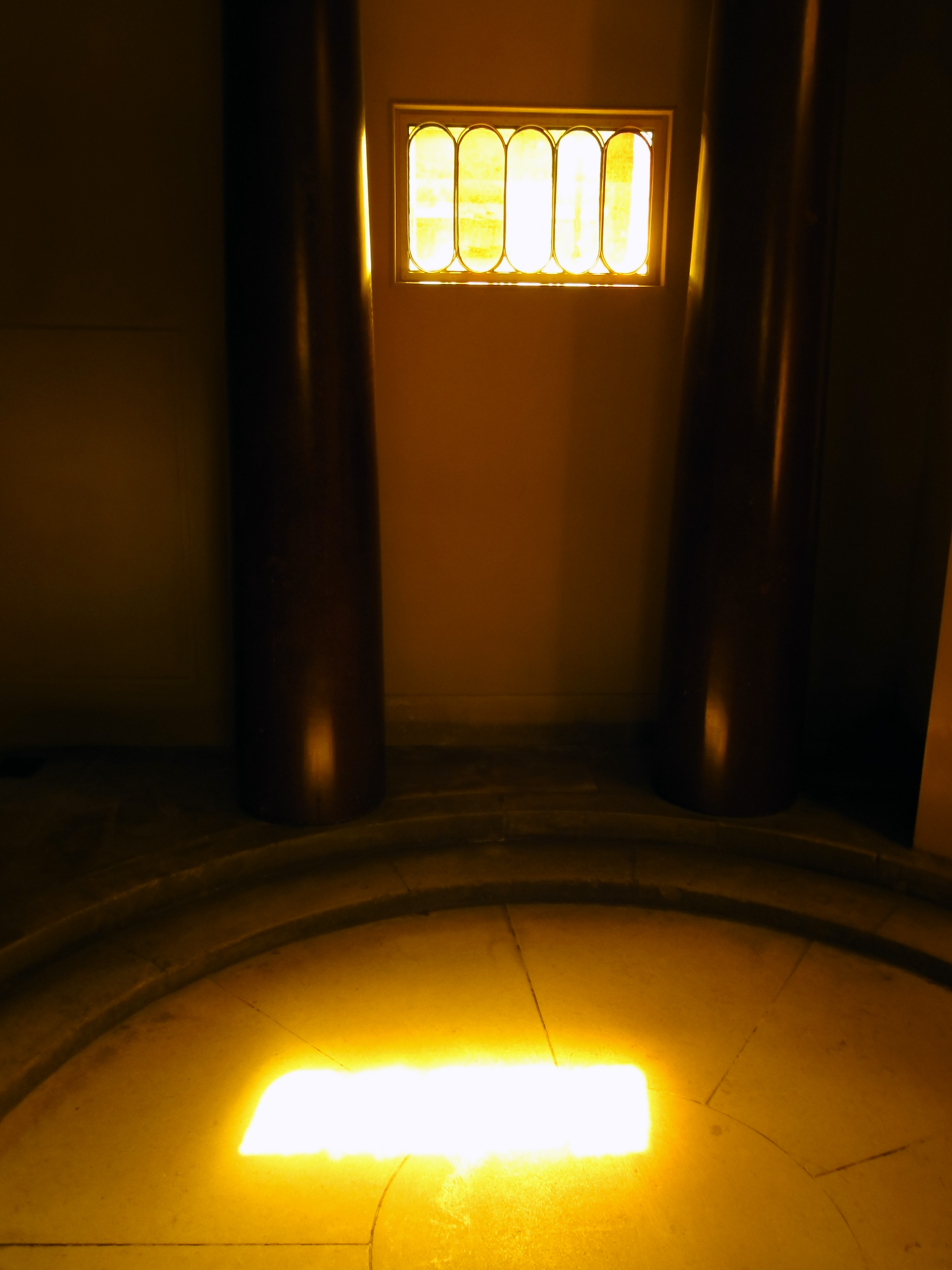
マウソレウム内部